# Bromure d'aluminium
L'anhydre est soluble dans de nombreux solvants organiques : benzène, nitrobenzène, toluène, xylène... Son hydratation se fait violemment. Il est utilisé comme catalyseur.
L'hexahydrate est soluble dans l'alcool, l'eau, l'éther, le disulfure de carbone.